# Dasalakunte, Koratagere
Dasalakunte là một làng thuộc tehsil Koratagere, huyện Tumkur, bang Karnataka, Ấn Độ.